# Taraxacum selenodon
{{#ifeq:0|0|{{#if:Taraxacum selenodon|{{#if:|[[]}}|[[]]}}}}
Taraxacum selenodon — вид квіткових рослин родини айстрових (Asteraceae).

## Поширення
Ендемічна флора Ісландії.